# Windows 7
Windows 7 est un système d'exploitation de la société Microsoft, sorti le 22 octobre 2009 et successeur de Windows Vista. Bien que le système s'appelle Windows 7, il s'agit de la version NT 6.1. Windows 7 est progressivement remplacé par Windows 8 à partir du 30 octobre 2012, le support de Windows 7 RTM ayant pris fin le 9 avril 2013, tandis que la version SP1 a vu son support standard se terminer le 13 janvier 2015 et son support étendu se terminer le 14 janvier 2020.
Cette version de Windows reprend l’acquis de Windows Vista tout en apportant de nombreuses modifications, notamment par divers changements au niveau de l’interface et de l’ergonomie générale, un effort particulier pour la gestion transparente des machines mobiles et le souci d’améliorer les performances globales du système (fluidité, rapidité d’exécution même sur des systèmes moins performants, tels les netbooks) par rapport à son prédécesseur.
En identifiant cette mouture par son numéro de version (il s’agit de la septième version de Windows), Microsoft renoue avec une logique abandonnée depuis Windows 3.11 et Windows NT 4.0. La tradition voulait jusqu’ici que les versions de Windows soient identifiées par référence à l’année de sortie (Windows 95…) ou par une appellation ad hoc (Windows XP ou Windows Vista). Néanmoins, Windows 7 se base sur le noyau NT 6.1.
Le 8 avril 2010, le système d’exploitation dépasse la barre des 10 % de part de marché en 5 mois tandis que Windows Vista avait dû attendre 16 mois pour arriver à un même score.
Le support de Windows 7 a pris fin le 14 janvier 2020. Depuis cette date, Microsoft n'offre plus de nouvelles mise à jour du système d'exploitation ni de correctif de sécurité pour cette version de Windows.

## Historique

### Un enjeu majeur pour Microsoft
La sortie de Windows 7 prend place dans un contexte particulièrement sensible pour Microsoft. Windows Vista a connu des difficultés pour s’imposer comme le successeur de Windows XP. Ainsi, en août 2008, la part de marché de Windows Vista en Europe s’élevait à 20 % contre plus de 70 % pour Windows XP. D’autre part, Microsoft semble devoir faire face à une érosion, faible mais réelle, de sa part de marché globale dans le domaine des systèmes d’exploitation.
En mars 2010, Microsoft revendique 90 millions de licences vendues dans le monde. En octobre 2011, il est le système le plus utilisé au monde avec une part de marché de 40,18 %.

### Développement

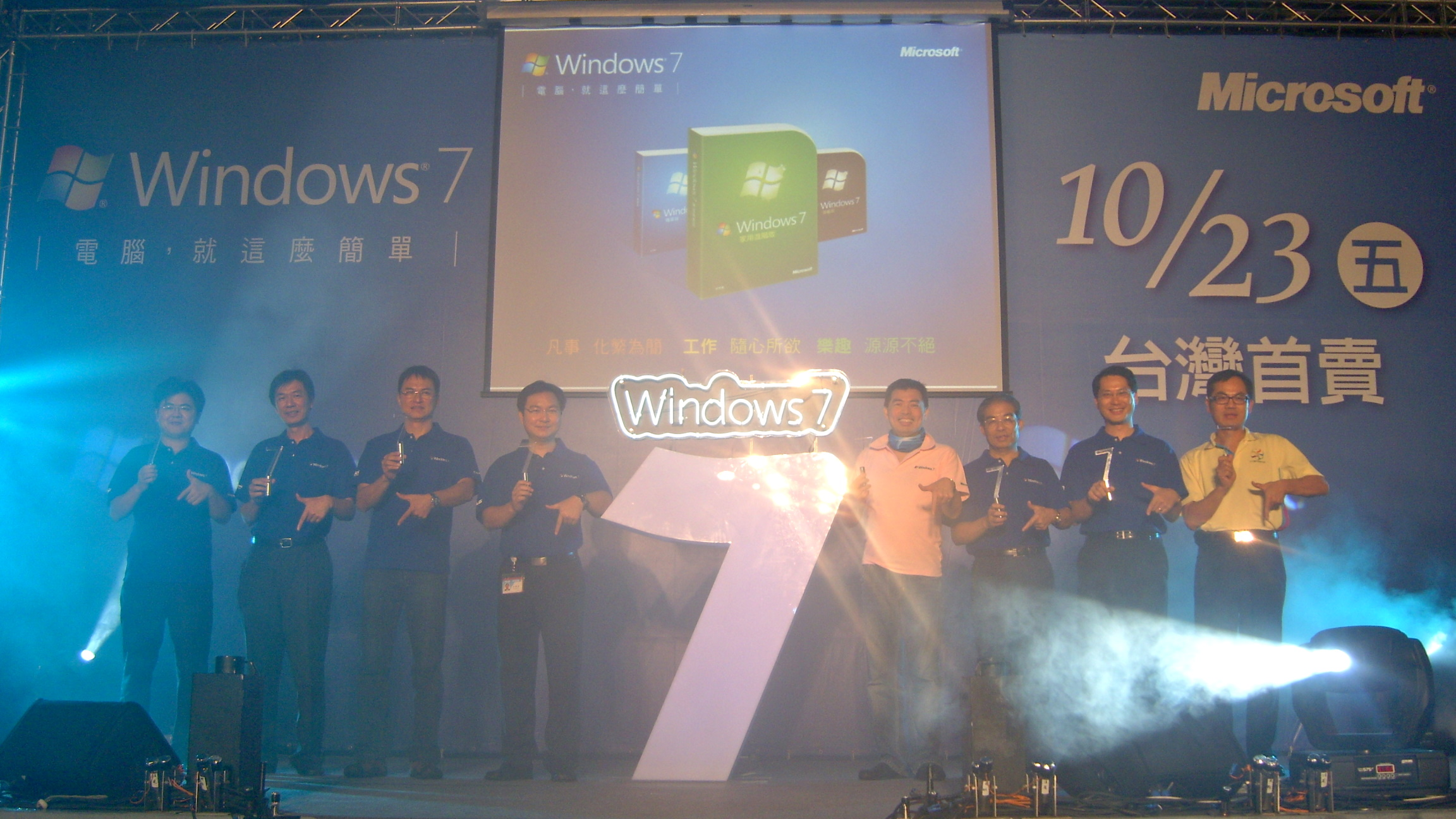
Lancement de Windows 7 à Taïwan, le 23 octobre 2009.

#### De Blackcomb à Vienna à «Windows 7»
Windows 7 a été le fruit d’un processus de développement long et mouvementé.
Le projet Blackcomb a débuté avant la sortie de Windows XP et avait vocation à devenir son successeur direct dès 2002. Cette nouvelle mouture devait constituer une version majeure, en rupture avec les précédentes versions issues de la famille Windows 95 ou Windows NT. Au moment de la sortie de Windows XP, la sortie de Blackcomb a été finalement repoussée à 2005, un nouveau projet baptisé Longhorn (le futur Windows Vista) devant prendre la relève de XP et assurer l’intérim dès 2003. Ce nouveau projet devait d’ailleurs reprendre certaines innovations de Blackcomb telles que le système de fichiers WinFS ou le Desktop Window Manager (l’Aero de Vista).
Mais la polémique grandissante quant à la sécurité des produits Microsoft (avec notamment la diffusion spectaculaire de virus, par exemple Blaster en 2003, exploitant des failles de Windows XP) obligea Microsoft à modifier ses priorités.[réf. souhaitée]
Microsoft a d'abord dû se consacrer à l’amélioration de la sécurité de ses produits existants avec de nouveaux Service pack pour Windows XP et Windows Server 2003. Ensuite, le développement de Longhorn (qui avait débuté dès la sortie de Windows XP sur la base de celui-ci) fut repris en 2004 à la base dans un souci accru de qualité du code et de sécurité, en mettant de côté certaines des innovations issues de Blackcomb telles que WinFS ou encore Next-generation secure computing base, jugées insuffisamment abouties pour une diffusion à grande échelle. C’est pourquoi beaucoup qualifient Windows Vista de version intermédiaire.[Qui ?][évasif]
Le projet Blackcomb a été renommé Vienna en janvier 2006. Cependant, en raison du nombre de fonctionnalités ayant été repoussés du projet Longhorn vers Blackcomb, les équipes de Microsoft ont jugé que le projet n'était pas réalisable dans un délai raisonnable de 3 ans, et a été en conséquence annulé, remplacé par un autre projet nommé Windows 7 (le 7 faisant référence au numéro du noyau de Windows Vista (6.0) incrémenté de 1) depuis janvier 2007. En octobre 2008, Microsoft a confirmé que le système portera le nom Windows 7, utilisé jusqu'alors en tant que nom de code du projet.

#### Présentation du produit depuis la pré-alpha
Comme l’a confirmé Mike Nash le 13 octobre 2008, « Windows 7 » est bien l’appellation officielle et définitive de ce système.

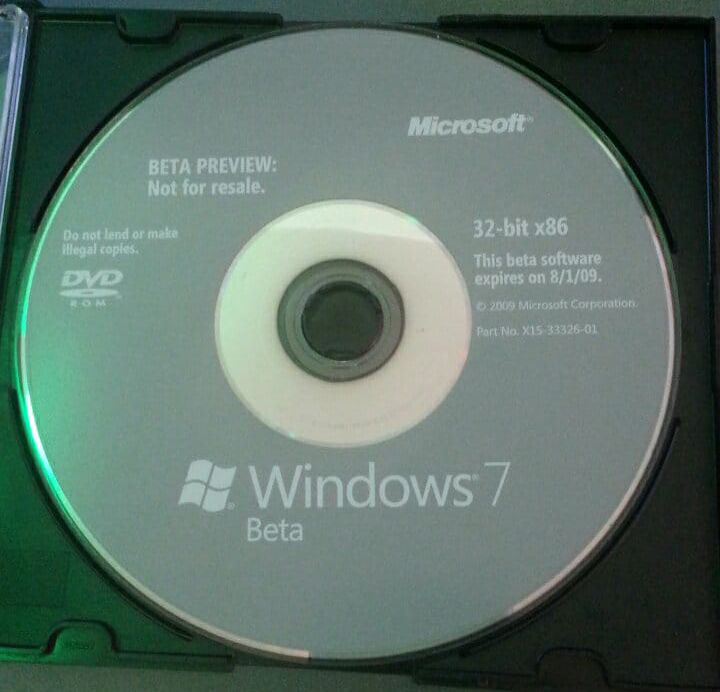
DVD de la version bêta de Windows 7 distribué lors d'un concours de Microsoft en 2009 (1000 exemplaires).

Une version pré-bêta de Windows 7, la Milestone 3, a été distribuée aux développeurs présents à la Professional Developers Conference (PDC) 2008 de Microsoft.
Cette version contient de nombreux changements dans l’interface, notamment une nouvelle barre des tâches, un menu démarrage amélioré et l’absence du volet Windows, qui a certes disparu, mais les gadgets sont toujours là et on peut les placer où l’on veut sur le bureau.
De plus, Windows 7 utilise la mémoire vive de façon bien plus intelligente, en utilisant beaucoup de mémoire s’il y en a, tout en sachant fonctionner correctement sur des configurations n’ayant que 512 Mio de mémoire vive. Windows 7 utilise également moins de données pour démarrer. En définitive, le démarrage serait peut-être même plus rapide que XP, ce qui n’était pas encore le cas de la version bêta, et qui ne sera pas le cas de la finale. Windows 7 propose par contre une réactivité générale globalement supérieure à Vista, mais peine encore parfois face à XP.
La navigation, l’interface et le design sont semblables à Windows Vista avec quelques modifications, notamment la barre des tâches plus personnalisable et plus simple à utiliser. La date de sortie de Windows 7 était fixée au 22 octobre 2009. La bêta 1 qui est la build 7000 a été distribuée à des testeurs, tandis que la version publique a été publiée le 9 janvier 2009 jusqu’au 10 février.
La version release candidate est distribuée aux Gold Partners du groupe TAP dès le 21 avril 2009, et rendue publiquement disponible le 5 mai 2009 dans plusieurs langues, dont le français.

#### Commercialisation
La commercialisation de ce nouveau système a débuté dans le monde le 22 octobre 2009. Ben Fathi, vice-président de la Windows Core Operating System Division, avait assuré que le délai d’attente exceptionnellement long entre les sorties de Windows XP et de Windows Vista (un peu plus de 5 ans) ne devrait plus se reproduire.
L’objectif fixé par Microsoft est atteint : la sortie commerciale d’un nouveau Windows trois ans après la sortie de Windows Vista.

### Fin du support
Début août 2014, Microsoft annonce la fin du support standard de Windows 7 pour le 13 janvier 2015 ; cependant, le support étendu est resté valable jusqu'au 14 janvier 2020. Cela suscite très rapidement un véritable flux de polémiques sur le web de la part d'internautes, qui utilisent principalement ce support à travers le monde. Les processeurs Skylake et Kaby Lake d'Intel n'étaient pas initialement supportés sur Windows 7 et Windows 8.1, forçant les utilisateurs à obtenir Windows 10. Une mise à jour a permis le support des appareils Skylake sur Windows 7 et Windows 8.1.
Pour les grandes organisations qui auraient eu besoin d'un support plus long de la part de Microsoft, il était possible d'acheter un kit « ESU » (Extended Security Updates) permettant d'allonger la durée de support d'un an, renouvelable 3 fois. Il fut donc possible de continuer à utiliser Windows 7 mis à jour jusqu'en janvier 2023.
La version Embedded POSReady 7, et Embedded Standard 7 bénéficient d'un support étendu également.
Le support de Windows 7 a pris fin le 14 janvier 2020. Depuis cette date, Microsoft n'offre plus de nouvelles mise à jour du système d'exploitation ni de correctif de sécurité pour cette version de Windows, mais Microsoft décide de laisser des mises à jour pour son antivirus Microsoft Security Essentials jusqu'en 2023.

## Navigateurs Web

### Microsoft Internet Explorer
Le navigateur natif de Windows 7 fourni par Microsoft est Internet Explorer.
La dernière version d'Internet Explorer disponible pour Windows 7 est la version 11 (v11.00.9600.19597).

### Microsoft Edge
Microsoft Edge était supporté jusqu'au 15 janvier 2023 sur Windows 7.
La dernière version de Edge disponible pour Windows 7 est la version 109.

### Google Chrome
Chrome, édité par Google, fait partie des navigateurs alternatifs disponibles pour Windows 7. Google a arrêté le support de Google Chrome pour la plateforme Windows 7 au 15 janvier 2022.
La dernière version de Chrome disponible pour Windows 7 est la version 109.

### Mozilla Firefox
Parmi les navigateurs alternatifs, nous[Qui ?] pouvons également[évasif] citer Mozilla Firefox, qui est open source et toujours disponible pour Windows 7.
La dernière version de Firefox disponible pour Windows 7 est la version 115 ESR supportée jusqu'à septembre 2024.[réf. nécessaire]

### Opera
On peut également trouver le navigateur Opera qui est toujours supporté sur Windows 7.
La dernière version de Opera disponible pour Windows 7 est la version 95.

## Principales nouveautés
Les sources sur lesquelles s’appuie cette partie se basent sur Windows 7 RTM et les caractéristiques publiées par Microsoft.

### Évolution visuelle de l'interface
- SuperBar : l’évolution la plus notable est celle de la barre de tâches désormais intitulée « SuperBar ». Les boutons sont réduits à une icône, assez large, sans texte (le passage en icône et texte restant toutefois possible). Lorsque plusieurs fenêtres d’une même application sont ouvertes, Windows les rassemble automatiquement en une seule icône. Une vignette contenant toutes les copies de cette application s’affiche lors du survol de cette icône par la souris[24],[25], et l'on peut appeler ces programmes « épinglés à la barre des tâches » à l'aide des raccourcis “touche Windows + numéro”.
- Jump List : pour certaines applications, un clic droit sur l’icône fait apparaître une « Jump List » qui affiche les tâches les plus courantes pour l’application. Par exemple, le clic droit sur l’icône Internet Explorer fait apparaître une liste contenant les sites les plus fréquemment visités ou encore, sur l’icône Word, la liste des derniers fichiers ouverts[24],[25]. Certaines applications externes comme Skype peuvent également en tirer parti.
- Les thèmes : les thèmes, abandonnés par Windows Vista, refont leur apparition dans Windows 7. Ainsi le système d’exploitation propose plusieurs thèmes Aero. Un thème comprend des sons, un fond d’écran, une couleur pour les fenêtres et la SuperBar[26].
- Bureau : les gadgets sont placés directement n’importe où sur le bureau et non plus sur une barre latérale. Il est possible de programmer une modification automatique du fond d’écran à intervalle de temps régulier[26].
- Aero Snap : il permet de redimensionner rapidement les fenêtres du bureau à l’aide de glisser / déposer. Pour revenir à la taille d’origine, il suffit alors de replacer la fenêtre sur le centre de l’écran.
- Aero Shake : cette fonction permet de ne conserver qu’une fenêtre parmi toutes celles affichées. Pour cela, il suffit d’« agiter » la fenêtre voulue pour provoquer la réduction de toutes les autres fenêtres. « Agiter » à nouveau la fenêtre permet de restaurer toutes celles qui ont été réduites.

### Gestion du réseau
- Une icône dans la zone de notifications présente une liste des réseaux Wi-Fi, haut débit mobile, accès à distance ou VPN d’entreprise disponibles[24].
- Groupe résidentiel : cette fonction a pour but de faciliter le partage de fichiers et d’imprimantes lorsque plusieurs ordinateurs équipés de Windows 7 ou Windows 8 sont connectés à un même réseau domestique. L’utilisateur choisit les catégories de documents qu’il souhaite partager (musiques, vidéos…), puis Windows configure le partage automatiquement et crée un mot de passe de protection. Il faut alors saisir le mot de passe sur les autres ordinateurs du réseau[26],[24].

### Périphériques d'entrée
Dans un entretien, Bill Gates avait annoncé que Windows 7 serait un grand pas en avant concernant la reconnaissance vocale et la reconnaissance de l’écriture manuscrite.
Windows 7 gère les périphériques tactiles, qu’ils soient multipoints ou non. On retrouve les fonctionnalités classiques des écrans tactiles multipoints : rotation et zoom d'image, défilement du contenu…
Hilton Locke, qui travaille au département Tablet PC de Microsoft, a également annoncé que ceux qui ont été impressionnés par les fonctionnalités tactiles de l’iPhone seraient encore plus surpris par Windows 7.

### Les bibliothèques
L’Explorateur propose une nouvelle fonction, appelée « bibliothèque ». Une bibliothèque est un dossier virtuel. Il contient des fichiers se trouvant à des endroits différents sur l’ordinateur ou sur un réseau local. Il est possible de lancer une recherche dans les fichiers d’une bibliothèque.

### Sécurité
- Le Centre de maintenance est le successeur du Centre de sécurité Windows. Il centralise les messages de sécurité, maintenance, solutions aux problèmes, et les paramètres de contrôle de compte utilisateur.
- Il est possible de chiffrer un disque dur (local ou externe) au moyen de BitLocker, ou une clé USB avec BitLocker ToGo, uniquement dans les éditions Entreprise et Intégrale de Windows 7[31].
- Le contrôle de compte utilisateur permet de protéger la machine.
- Évolution des Software Restriction Policy de Windows XP en AppLocker.
- Mise en place d'un nouveau moyen de se connecter au réseau d'entreprise avec DirectAccess uniquement pour la version Entreprise ou Intégrale.

### Multimédia
- Microsoft propose une version révisée de son lecteur multimédia : Windows Media Player 12. La société introduit la recherche pendant la frappe, une nouvelle interface utilisateur pour la bibliothèque multimédia, l’affichage et l’organisation de photos et de vidéos, l’utilisation des médias partagés via les groupes résidentiels. Windows Media Player 12 introduit la fonction RMS pour Remote Media Streaming qui permet d’accéder, via Internet, aux médias présents sur un ordinateur exécutant Windows 7. L’hébergeur doit au préalable associer à son compte utilisateur Windows 7 un compte Windows Live[32].
- Une nouvelle version de Windows Media Center est proposée dans les versions Familiale Premium et Intégrale. L’interface a été légèrement modifiée par rapport à la version qui équipait Windows Vista. La TNT HD est compatible avec la norme de codage vidéo H.264[32]. À la suite d'un accord entre Canal+ et Microsoft, les versions de Windows 7 possédant l’application peuvent visualiser en streaming les émissions en clair de Canal+, d’InfoSport ainsi que d’i>Télé gratuitement[33],[34].

### PaintetWordpad
Microsoft Paint et WordPad ont été entièrement repensés. Parmi les nouveautés les plus importantes c’est notamment l’apparition de menus en « rubans » (introduit à l’origine dans Microsoft Office 2007) qui est la principale. On note également la compatibilité de WordPad avec le format Open XML.

### DirectX 11
DirectX 11 est installé par défaut dans Windows 7. Les cartes compatibles seulement avec DirectX 9 sont toutefois compatibles avec Windows 7. Cependant, la réinstallation de DirectX 11 est recommandée car la version incluse dans Windows 7 est incomplète pour les logiciels comme FSX (Flight Simulator X) (manque de fichiers DLL, etc.).[réf. nécessaire]

### GPS Top
La fonction GPS est intégrée à Windows 7 et, sur les PC équipés des capteurs correspondants, elle permet à ses utilisateurs de déterminer leur position. En cas de perte et de vol, GPS Top est en mesure de retrouver n’importe quel ordinateur qui en est équipé.

## Réception

### Accueil par le public
Selon une enquête parue le 6 décembre 2009, 70 % des sondés sur 550 sont très satisfaits de ce nouveau système d’exploitation, 24 % satisfaits et 2 % déçus ; 4 % sont sans opinion.
Le 28 avril 2010 (6 mois après sa sortie), Microsoft annonce avoir vendu plus de 100 millions de licences, donnant au système d’exploitation le record de l’OS vendu le plus rapidement de l’histoire de Microsoft.
En octobre 2011, Windows 7 devient le système d'exploitation le plus utilisé au monde devant Windows XP, alors que Windows Vista n'a jamais réussi à surpasser son prédécesseur.
Le 20 janvier 2012, Microsoft annonce avoir vendu 525 millions de licences, ce qui correspond à une moyenne de 7,8 licences vendues par seconde depuis la sortie 2 ans auparavant.

### Critiques de la politique de Microsoft

#### Dénigrement de Linux
Dans l’argumentaire remis lors de formations à des vendeurs aux États-Unis, figurent des affirmations dépréciatives vis-à-vis du système Linux. Ces affirmations portent notamment sur la compatibilité des périphériques, le nombre de logiciels disponibles ou la sécurité (Linux ne serait pas plus sûr que Windows).
L’argumentation de Microsoft met aussi en cause la facilité d’apprentissage de Linux. Selon Microsoft, il n’y aurait pas de « tutoriels étape par étape, et la documentation d’aide [serait] limitée ».

#### Critiques dirigées contre Mac OS X
Bien que n’ayant qu’un peu moins de 6 % du marché (environ 5,7 % de PDM), le système d’exploitation Mac OS X d’Apple est le principal concurrent de Windows. Afin de limiter le nombre d’utilisateurs basculant vers Mac OS X, Microsoft a aussi prévu des arguments dans ce sens. Microsoft affirme que le choix de son système est notamment plus économique, donne choix à plus de logiciels et plus de personnalisation.

#### Collaboration de la NSA controversée
Après l’annonce faite par la NSA, organisme chargé de l’analyse de la collecte d’information de toutes les formes de communication, de sa contribution à l’amélioration du système de sécurité de Windows 7, une controverse s’est installée, notamment sur Internet, pour savoir si cet organisme avait la possibilité de pénétrer dans les systèmes Windows 7 et de récupérer des informations, sans l’avis des utilisateurs. Cependant, Microsoft a démenti cette possibilité, mais en n’en apportant aucune preuve. Si cela était avéré, les conséquences seraient importantes car la majorité du parc informatique mondial est sous Windows, ce qui implique que la NSA y aurait accès. Le 17 novembre 2009, le directeur adjoint de l’Agence chargé de la sécurité des systèmes informatiques, Richard Schaeffer, a justifié la collaboration entre la NSA et Windows 7 dans le cadre de la lutte antiterroriste[réf. nécessaire].

### La sécurité de Windows encore remise en cause
Selon le G Data Security Labs, qui a soumis Windows 7 à un contrôle de sécurité, Windows 7 n’est pas plus sûr que Windows Vista. Notamment, les mécanismes des protections n'ont que très peu évolué, les innovations de sécurité dans Windows 7 sont à peine différentes de celles de Vista, les extensions de fichiers sont toujours cachées (alors que ce point de vulnérabilité est dénoncé depuis plusieurs années).
Le 24 avril 2009, deux chercheurs annoncent avoir découvert une faille qu’ils qualifient d’« incolmatable » car résultant d’un « problème de conception ». À l'aide d’un logiciel conçu par eux, ils ont démontré qu’il est possible de prendre le contrôle de l’ordinateur dès le chargement du système d’exploitation. Cependant, il faut noter trois faits :
1. Cette faille a été découverte sur une version de Windows 7 en cours de développement (la première version RC était publiée quelques jours plus tard) ;
2. Le terme « incolmatable » est un abus de langage pour qualifier une faille dont la correction nécessiterait de réécrire de très larges morceaux de code (plusieurs milliers de lignes de code) ;
3. L'installation de l'outil conçu par les chercheurs requiert une intervention physique humaine.

En date d'octobre 2009, Microsoft n’avait pas encore communiqué sur la correction de cette faille.
L’Office fédéral de la sécurité des technologies de l’information (BSI) a découvert, le 6 octobre 2009, une faille de sécurité dans le protocole SMB2, qui permet de partager l’accès aux imprimantes et aux fichiers aux systèmes Windows Vista, Windows 7 et Server 2008. Windows 7 a donc été vendu avec cette faille non corrigée.
Malgré les améliorations apportées par Microsoft, Windows 7 continue de nécessiter un antivirus : Microsoft fournit une solution gratuite appelée Microsoft Security Essentials. La présence de l’antivirus n’est pas obligatoire mais fortement recommandée par Microsoft au travers du centre de sécurité.

## Déclinaisons et caractéristiques techniques

### Déclinaisons du produit
Tout comme Windows Vista, Windows 7 est disponible en plusieurs versions suivant le public visé. Le coût de la licence est différent pour chaque version.
Les OEM reçoivent un pack spécifique leur permettant de réintégrer Internet Explorer 8, mais auront également la possibilité d’opter pour un autre navigateur ou proposer un choix multiple.
- Windows 7 Édition Starter : une version allégée réservée aux netbooks. Elle est capable d’exécuter plusieurs programmes simultanément au lieu des 3 prévus initialement[50]. L’interface Aero n’est pas disponible et on ne peut pas personnaliser Windows (exemple : changer l’arrière-plan du bureau ; néanmoins, il existe un logiciel gratuit qui le permet : « Windows 7 Starter Background Changer »).
- Windows 7 Édition Familiale Basique : destinée au grand public. Interface Aero non disponible. Contrairement à l'édition Starter elle est disponible en 64 bits.
- Windows 7 Édition Familiale Premium : destinée au grand public mais avec des fonctions multimédias supplémentaires : elle inclut le Windows Media Center, avec support de la télévision à haute définition (HDTV), la création de DVD…
- Windows 7 Professionnel : destinée aux entreprises. Elle intègre des technologies de sauvegarde par le réseau et de chiffrement des données (également disponible en version « N » sans Media Player).
- Windows 7 Entreprise : destinée aux très grandes entreprises. Elle inclut toutes les fonctionnalités de Windows 7 Professionnel et y ajoute la mise en œuvre d’une technologie de chiffrement matériel ainsi que la possibilité d’utiliser une seule image pour un déploiement mondial. Seules les entreprises disposant d’un abonnement de maintenance Software Assurance ou un Accord Entreprise Microsoft peuvent se la procurer.
- Windows 7 Édition Intégrale : (ou Ultimate pour les pays anglophones) une version complète comprenant toutes les technologies de la version Édition Familiale Premium et de la Professionnelle. Les modules linguistiques du système MUI (Multilingual User Interface (« Interface Utilisateur Multilingue ») (en), qui permettent de faire basculer entièrement la langue d’affichage de Windows, sont disponibles dans cette édition de Windows 7[51]. Allant de pair avec l’amélioration de la gestion de l'Unicode, ces modules étaient déjà disponibles avec l’édition Intégrale de Windows Vista, et présentent un intérêt notable pour les entreprises rassemblant des collaborateurs (voire des clients) parlant différentes langues, ainsi que pour certains particuliers.

À la suite des enquêtes de la Commission européenne sur les positions de monopole reprochées à Windows, toutes les versions de Windows 7 sont proposées sous deux options afin de se conformer aux recommandations de la commission et de ne pas subir de pénalités judiciaires importantes :
- Windows 7 Version N : l’option « N » indique que les fonctions multimédias telles que Windows Media Player, Media Center ou encore Création de DVD Windows ne sont pas incluses.

Microsoft a toutefois rapproché les éditions Professionnelle et Intégrale au niveau de leur contenu (quelques applications très rarement sollicitées comme gpedit.msc sont toutefois disponibles seulement dans la version Intégrale).
De plus, chacune de ces versions existe en quatre types de licence commerciale différentes :
- licence complète (première licence, ne nécessitant pas une version de Windows antérieure, permet aussi la mise à jour ou la réinstallation sans effacer tous les fichiers existants) ;
- licence mise à jour (nécessite une licence de Windows antérieure, vérifiée à l’installation, et permet la mise à jour en préservant les fichiers et préférences de l’utilisateur sans effacer toute la partition) ;
- licence OEM destinées aux revendeurs de matériels qui peuvent les préinstaller sur les PC vendus neufs, ainsi qu’aux constructeurs individuels qui montent eux-mêmes leur ordinateur à partir de pièces détachées ; les versions OEM deviennent alors liées à la machine (BIOS-Locked), et ne sont pas supportées par Microsoft. Il est possible chez certains vendeurs d’acquérir des versions OEM sans matériel (dans ce cas, il n’y a aucun support ni de la part de Microsoft, ni du revendeur, en dehors des mises à jour automatiques). Pour les grands constructeurs, des tarifs spécifiques de ces licences individuelles OEM acquises en grand nombre sont marquées NFR et ne peuvent être revendues séparément du matériel auquel la licence préinstallée (identifié par une étiquette collée sur le matériel) a été attachée. La majorité des versions OEM sont Windows 7 Starter et contiennent la version Starter d'Office 2010 ;
- licence en packs pour déploiement sur les sites importants, offre destinée aux organisations (aussi appelée licence MAK).

Les versions OEM ne supportent pas la mise à jour (tous les fichiers et préférences utilisateurs sont perdus en cas d’installation ou de réinstallation, il est indispensable de faire une sauvegarde complète des fichiers et préférences avant l’installation).
Indépendamment du type de licence commerciale utilisée, il est possible de débloquer les fonctions d’une version de Windows 7 vers celles d’une version supérieure sans réinstallation, en achetant une licence en ligne soit auprès de Microsoft, soit auprès du revendeur.

### Politique tarifaire
Windows 7 Édition Familiale Premium a été en précommande à 49 € TTC durant la période du 15 juillet au 14 août 2009, il y a eu une rupture de stock dès la première journée sur les sites Internet marchands. L’offre était en effet limitée pour la France à 76 000 licences toutes versions confondues. De même, l’Édition Professionnelle a été proposée à 110 € en précommande pendant cette période. Cette offre était limitée à trois commandes par foyer.
Les personnes ayant acheté un PC neuf équipé de Windows Vista ou une version boîte de Windows Vista (éditions Familiale Premium, Professionnelle ou Intégrale) à partir du 26 juin 2009 ont pu migrer vers la version correspondante de Windows 7 dès sa sortie au prix de « frais de traitement et de port ».
Jusqu’au 31 août 2009, le prix de la version complète était de 119,99 €. À la sortie du système d’exploitation, les prix sont fixés à 199,99 € pour l’édition Familiale Premium (en version complète) ou 119,99 € pour la mise à jour, à 285 € pour l’édition Professionnelle (en version complète) et à 319 € pour l’édition Intégrale (en version complète) pour deux mois (Microsoft rappelle qu’il s’agit de prix indicatifs, le vendeur étant libre de fixer ses prix).
Windows 7 Professionnel est disponible en date du 15 octobre 2010 aux étudiants pour 39,99 CAD ou 35 € TTC en version mise à jour.

### Rétrocompatibilité
Windows 7 est disponible en versions 32 bits et 64 bits. La version 64 bits est rétrocompatible avec les applications 32 bits mais pas avec les applications 16 bits (pour que Windows 64 bits soit compatible 16 bits, il faut utiliser le mode XP- pour les versions Professionnelles et Intégrales seulement), la version 32 bits étant rétrocompatible avec les applications 16 bits.
Windows 7 est compatible avec les applications fonctionnant auparavant avec Windows XP. Windows 7, dans ses versions Professionnelle, Entreprise et Intégrale, intègre un « Windows XP Mode », c’est-à-dire une licence de Windows XP virtualisée, dans le but de rassurer les utilisateurs sur la compatibilité de leurs applications fonctionnant déjà sous Windows XP. Au lancement de Windows 7, ce mode ne fonctionnait pas avec tous les ordinateurs, car ils devaient posséder des processeurs embarquant une technologie permettant la virtualisation comme Intel VT pour les processeurs Intel, et AMD-V pour les processeurs AMD. Depuis la sortie du patch KB977206, Microsoft a donné la possibilité d’utiliser XP Mode sur des plates-formes ne bénéficiant pas des technologies Intel VT et AMD-V. Ce patch est par ailleurs intégré dans le Service Pack 1 (sorti le 22 février 2011) de Windows 7.
Malgré la rétrocompatibilité supposée de Windows 7 avec Windows XP, on a dénombré des centaines de logiciels conçus pour Windows XP qui présentent des problèmes de fonctionnement importants voire une incompatibilité totale avec Windows 7. Cette liste, alimentée par les éditeurs de logiciels et utilisateurs, grandit de jour en jour.

### Ressources requises
| Architecture                          | 32 bits                                                                  | 64 bits                                                                  |
| Processeur                            | Intel(R) Celeron(TM) ou équivalent (intégrant le SSE,SSE2) 1 GHz minimum | Intel(R) Celeron(TM) ou équivalent (intégrant le SSE,SSE2) 1 GHz minimum |
| Mémoire vive (RAM)                    | 768 Mio de RAM                                                           | 2 Gio de RAM                                                             |
| Carte graphique                       | Compatible DirectX 9 pour l'utilisation d'Aero                           | Compatible DirectX 9 pour l'utilisation d'Aero                           |
| Disque dur                            | 16 Gio d’espace libre                                                    | 20 Gio d’espace libre                                                    |
| Lecteur de disque optique ou clef USB | Selon le support utilisé pour l'installation.                            | Selon le support utilisé pour l'installation.                            |